# Julie y los fantasmas
Julie y los fantasmas (en portugués, Julie e os fantasmas) es una serie de televisión brasileña. Originalmente fue transmitida por Bandeirantes entre el 17 de octubre de 2011 y el 4 de mayo de 2012 y por Nickelodeon Brasil entre el 20 de octubre de 2011 y el 29 de abril de 2012, con una temporada dividida en dos fases distintas: la primera, transmitida en 2011, y la segunda, al año siguiente. Creada por Fabio Danesi, Paula Knudsen y Tiago Mello, y escrita por Fabio Danesi, la serie fue dirigida por Luís Pinheiro, Luíza Campos y Julia Jordão, con dirección general de Luca Paiva Melloy Michel Tikhomiroff. Tiago Mello, Juliana Capelini y João Daniel Tikhomiroff produjeron la serie. 
La actriz Mariana Lessa interpreta al personaje principal, Julie, en una historia que narra los acontecimientos de su vida desde el momento en que conoce a tres fantasmas: Daniel, Félix y Martim, interpretados por Bruno Sigrist, Fabio Rabello y Marcelo Ferrari, respectivamente. A partir de ahí, forma una banda con ellos y comienza a actuar regularmente en su ciudad. Michel Joelsas, Milena Martines, Samya Pascotto, Gabriel Falcão, Pedro Lucas Cruz, Pedro Inoue, Jéssica Nakamura y Vinícius Mazzola dan vida a los otros personajes de la trama. Entre otros temas, la serie aborda la música agolpamiento adolescente.
El tema de apertura de la serie es «Julie», interpretada por Lu Andrade, vocalista del grupo Rouge. Esta canción fue incluida en un CD lanzado el 30 de abril de 2012 por Midas Music, una compañía discográfica perteneciente a Rick Bonadio, quien, a su vez, fue responsable de la producción musical de la trama. Durante su transmisión en Brasil por Band, la serie obtuvo una audiencia de alrededor de 3 puntos de promedio, un índice considerado bueno para los estándares de la emisora, y fue bien recibido por los críticos. De esta manera, recibió un premio APCA en la categoría «mejor programa infantil» y fue nominada para los premios Kid's Choice Awards, por su edición argentina, por los Meus Prêmios Nick y por los Kids Emmy Awards. Además de transmitirse en su país de origen, Julye y los fantasmas se transmitió en toda América Latina a través de las sucursales de Nickelodeon, y en Italia a través de Super!.
En abril de 2019, se anunciaron planes para la producción de una versión estadounidense de Netflix titulada Julie and the Phantoms. Kenny Ortega será el productor de la serie.

## Sinopsis
Julie (Mariana Lessa) es una adolescente de 15 años auténtica e insegura a la que le encanta cantar, pero no tiene el coraje de actuar en público. Todo cambia cuando sus padres, Raúl (Will Prado) y Eloísa (Camila Raffanti), deciden mudarse a una nueva casa y encuentra un viejo disco abandonado en un rincón. Al reproducirlo, Julie termina liberando a tres fantasmas atrapados dentro del vinilo, Daniel (Bruno Sigrist), Félix (Fábio Rabello) y Martin (Marcelo Ferrari), miembros de una banda de la década de 1980 llamada Apolo 81, los cuales murieron en un accidente automovilístico, atropellados por un camión mientras cruzaban un cruce de peatones hace más de 30 años.
Los fantasmas quieren ser vistos y Julie quiere ser escuchada. Así, forman una banda muy especial: Os Insólitos. Juntos, graban su música y publican sus vídeos musicales en Internet. Y, entre una canción y otra, los fantasmas ayudarán, y a veces obstaculizarán, a Julie a enfrentar a los «fantasmas» de la adolescencia: su primer novio, el miedo a no ser aceptada por el grupo, las incertidumbres sobre el futuro. Ella está enamorada de Nicolas (Michel Joelsas), un chico que nunca la había mirado antes y que sale con Thalita (Milena Martines), una chica que intenta todo para interrumpir los planes de Julie cuando se da cuenta de que se está volviendo popular y que su novio comienza a interesarse en ella. Su suerte es que puede contar con Bia (Samya Pascotto), su mejor amiga inteligente y torpe, y su hermano Pedrito (Vinícius Mazzola), quien trata de hacer la vida más fácil para todos a su alrededor con sus inventos.

## Elenco

### Principales
- Mariana Lessa como Juliana «Julie»
- Bruno Sigrist como Daniel
- Fábio Rabello como Félix
- Marcelo Ferrari como Martín
- Samya Pascotto como Beatriz «Bia»
- Milena Martines como Thalita
- Vinícius Mazzola como Pedro «Pedrito»
- Michel Joelsas como Nicolás
- Netuno Trindade como Patrick
- Pedro Inoue como Valtinho
- Carlos Morelli como Klaus

### Secundarios
- Penélope Nova como Prof. Marta Sousa
- Juliane Elting como Loira do Banheiro
- Gabriel Falcão como J.P
- Caíque Nogueira como Fréd
- Bruno Anacleto como Téo
- Camila Raffanti como Eloísa (madre de Julie)

### Invitados especiales
- Manu Gavassi como Débora
- Reinaldo Zavarce como él mismo
- NX Zero como ellos mismos

## Episodios
| Temporada | Temporada | Episodios | Estreno en Band       | Estreno en Band   | Estreno en Nickelodeon | Estreno en Nickelodeon | Estreno en Latinoamérica | Estreno en Latinoamérica |
| Temporada | Temporada | Episodios | Comienzo              | Final             | Comienzo               | Final                  | Comienzo                 | Final                    |
| --------- | --------- | --------- | --------------------- | ----------------- | ---------------------- | ---------------------- | ------------------------ | ------------------------ |
|           | 1         | 26        | 17 de octubre de 2011 | 4 de mayo de 2012 | 20 de octubre de 2011  | 29 de abril de 2012    | 6 de marzo de 2012       | 28 de agosto de 2012     |

## Canciones
| Julie y los fantasmas |                               |                               |          |  |
| N.º                   | Título                        | Letras                        | Duración |  |
| 1.                    | «Julie (canción de apertura)» | Luciana Andrade               |          |  |
| 2.                    | «Meu Louco Mundo»             | Mariana Lessa y Bruno Sigrist |          |  |
| 3.                    | «Deixa a música te levar»     | Mariana Lessa                 |          |  |
| 4.                    | «Está nas minhas veias»       | Bruno Sigrist                 |          |  |
| 5.                    | «Reaçao Química»              | Mariana Lessa                 |          |  |
| 6.                    | «Um novo día»                 | Mariana Lessa                 |          |  |
| 7.                    | «Todo Mundo quer ser Eu»      | Milena Martines               |          |  |
| 8.                    | «Eu Sou o que Sou»            | Mariana Lessa                 |          |  |
| 9.                    | «Essa noite somos um só»      | Mariana Lessa                 |          |  |
| 10.                   | «Invisivel»                   | Mariana Lessa                 |          |  |

## Producción
En 2010, Band anunció que produciría una serie infantil y juvenil en colaboración con la productora Mixer y Nickelodeon Brasil, de la cual ya compró dibujos y series norteamericanas. En total, se gastaron 5 millones de reales en el proyecto, además de recursos por la Agencia Nacional de Cine y 2 millones de reales más recibidos del Fondo Sectorial Audiovisual. La grabación de la primera temporada de Julie y los fantasmas comenzó el 11 de agosto de 2011 y finalizó el 12 de febrero de 2012. Además de la ciudad de São Paulo, la serie también se filmó en las ciudades de Campinas y Paulínia. La elección del elenco fue hecha por Mixer y por la dirección artística de Bandeirantes.

## Transmisión
Después de varios cambios en la hora y la fecha, Julie y los fantasmas debutó el 17 de octubre de 2011 a las 8:25 p. m. en Rede Bandeirantes. Transmitido solo los lunes, se estrenó tres días después en el canal de cable Nickelodeon Brasil, donde se emitió los jueves a las 7:30 p. m.

## Premios y nominaciones
| Año  | Premio                       | Categoría                  | Nominado              | Resultado |
| ---- | ---------------------------- | -------------------------- | --------------------- | --------- |
| 2011 | Troféu APCA                  | Mejor programa juvenil     | Julie y los fantasmas | Ganador   |
| 2012 | Meus Prêmios Nick            | Actriz favorita            | Mariana Lessa         | Nominada  |
| 2012 | Meus Prêmios Nick            | Actor favorito             | Bruno Sigrist         | Nominado  |
| 2012 | Meus Prêmios Nick            | Cantante femenina favorita | Mariana Lessa         | Nominada  |
| 2012 | Meus Prêmios Nick            | Programa de TV favorito    | Julie y los fantasmas | Nominado  |
| 2012 | Kids Choice Awards Argentina | Programa de TV favorito    | Julie y los fantasmas | Nominado  |
| 2012 | Kids Choice Awards           | Artista brasilero favorito | Julie y los fantasmas | Nominado  |
| 2012 | Kids Emmy                    | Serie juvenil              | Julie y los fantasmas | Nominado  |